# 釜浦駅
釜浦駅（プポえき、ふほえき）は朝鮮民主主義人民共和国黄海南道康翎郡に位置する朝鮮民主主義人民共和国鉄道省釜浦線の駅である。

## 隣の駅
朝鮮民主主義人民共和国鉄道省
釜浦線
香竹駅 - 釜浦駅